# BAE Systems Nimrod MRA4
El BAE Systems Nimrod MRA4 (conocido anteriormente como Nimrod 2000) fue un proyecto de avión patrulla marítima y ataque, que tenía previsto que reemplazase al Hawker Siddeley Nimrod MR2 en el servicio en la Royal Air Force. Se trataban de aeronaves reconstruidas, que podrían extender la vida operativa de los Nimrod durante varias décadas. Asimismo mejoraba de manera significativa las capacidades originales de la aeronave, ya que ofrecía cerca del doble del rango operativo del MR2, mediante la instalación de motores turbosoplantes Rolls-Royce BR700. La modificación la cabina analógica original a una cabina digital, también simplificaba el control de la aeronave y reducía el número de tripulantes. También equipaba nuevos sistemas de detección, así como armamento a mayores para la guerra antisubmarina.
Sin embargo, el programa se vio afectado por retrasos, sobrecostes y renegociaciones del contrato. Eso fue en parte debido a las dificultades de combinar los fuselajes reconstruidos a partir del Nimrod MR2, los cuales no habían sido fabricados bajo un mismo estándar, con las nuevas alas. Con el paso de los años, el número de aeronaves a ser fabricadas cayó desde las 21 inicialmente previstas hasta 9, mientras que los costes seguían creciendo.
EL MRA4 fue finalmente cancelado en el año 2010 como resultado del Strategic Defence and Security Review, que en aquel momento indicaba que el programa sufría de un sobrecoste de 789 millones de libras y nueve años de retraso. Tras el final del programa de desarrollo, los prototipos del MRA4, fueron desguazados. No hubo interés de reemplazar el hueco dejado por el MRA4, cuyas tareas están previstas que sean desarrolladas por los medios que existían en aquel momento en la Marina Real Británica, como las fragatas Type 23 y el helicóptero AgustaWestland AW101 Merlín.

## Desarrollo

### Origen del programa

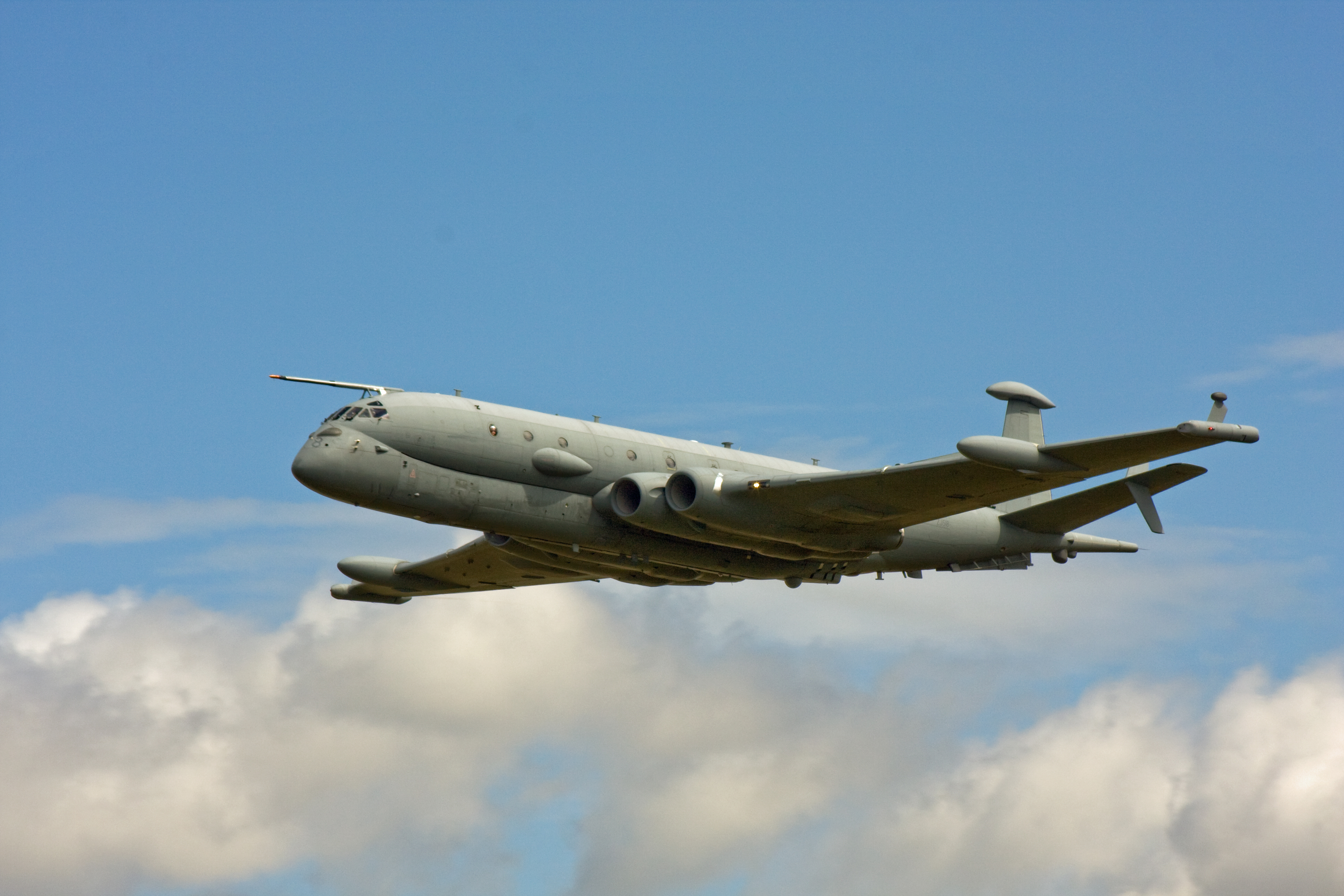
Nimrod MRA4.

En el año 1992, la Royal Air Force presentó un programa de compra denominado Replacement Maritime Patrol Aircraft (RMPA) con el objetivo de reemplazar al avión Nimrod MR2. Para ajustarse a las características requeridas, British Aerospace propuso reconstruir cada uno de los Nimrod MR2 con nuevos motores y electrónica, denominando al proyecto como Nimrod 2000. La RAF estudió las ofertas propuestas por Lockheed con su P-3 Orion, Loral Corporation con P-3 Orion reconstruidos procedentes de excedentes de la Armada de los Estados Unidos, y de Dassault con el Atlantique 3. En diciembre del año 1996 el gobierno británico anunció que había elegido la propuesta de British Aerospace para desarrollar y construir el Nimrod 2000, bajo la designación Nimrod MRA4. British Aerospace se fusionó con Marconi Electronic Systems en el año 1999, pasando a denominarse BAE Systems, quien continuó con el desarrollo del Nimrod MRA4.
Estaba previsto que el MRA4 fuese prácticamente una nueva aeronave. Los cambios más significativos que presentaba este proyecto era el cambio de la planta motriz, con motores turbosoplantes Rolls-Royce BR710, un ala de mayor tamaño y con mayor eficiencia aerondinámica, y un fuselaje totalmente renovado. También se habían rediseñado y ampliado las tomas de aire de los motores, para ofrecer un mayor flujo de aire a los motores BR710, que eran más grandes que los Spey 250 que originalmente equipaban a los Nimrod. El MRA4 también tomaba prestada numerosa tecnología de la empresa Airbus; por ejemplo, incluía una cabina de cristal que derivaba de la diseñada para el Airbus A340.
De acuerdo a las características publicadas por BAE Systems, los sistemas del Nimrod MRA4 eran capaces de ofrecer a la tripulación una recopilación, procesado y muestreo de datos hasta 20 veces más rápido que el MR2. El radar Searchwater 2000 estaba diseñado para operar tanto en tierra como en el medio marino, con la capacidad de hacer seguimiento en un área del tamaño del Reino Unido cada diez segundos.

### Retrasos y problemas en el desarrollo
La fecha originalmente prevista para que el MRA4 entrase en servicio operativo era el mes de abril de 2003. Sin embargo, el desarrollo demostró que era necesario más tiempo del que se había previsto.
Una compañía independiente, Flight Refuelling Ltd., fue contratada inicialmente para llevar a cabo las conversiones al estándar MRA4. Sin embargo, BAE descubrió que las aeronaves Nimrod que la RAF les estaba entregando no habían sido fabricadas bajo un mismo estándar, por lo que esto complicaba el proceso de reconstrucción. Por tanto, la tarea de convertir las aeronaves existentes fue transferida de nuevo a las instalaciones de BAE Systems en Woodford. El equipo de BAE en Woodford posteriormente descubrió que la nueva ala que se había diseñado también era defectuosa, lo que se tradujo en la puesta en espera del proyecto, mientras que otro diseño de ala se tuvo que desarrollar.
BAE Systems publicó una advertencia en diciembre de 2002, ante la caída de sus ganancias, debido a los excesivos costos de los programas del avión Nimrod MRA4 y del submarino nuclear de la clase Astute.

## Especificaciones (MRA4)

### Características generales
- Tripulación: 10
- Longitud: 38,6 m
- Envergadura: 38,71 m
- Altura: 9,45 m
- Superficie alar: 235,8 m²
- Peso vacío: 46 500 kg
- Peso máximo al despegue: 105 376 kg
- Planta motriz: 4× Turbofán Rolls-Royce BR710.
  - Empuje normal: 68,97 kN 15 500 lbf de empuje cada uno.

### Rendimiento
- Velocidad máxima operativa (Vno): 918 km/h (Mach 0,77)
- Alcance: 11 119 km
- Techo de vuelo: 12 800 m

### Armamento
- Puntos de anclaje: 2 pilones subalares y 1 bodega de bombas interna con una capacidad de 9100 kg, para cargar una combinación de:  
  - Bombas: Cargas de profundidad
  - Misiles: 

    - Misiles aire-aire: 2× AIM-9 Sidewinder (no estándar, sólo fueron montados durante la Guerra de las Malvinas)
    - Misiles aire-superficie: AGM-65 Maverick, AGM-84 Harpoon

  - Otros: 

    - Torpedos: Mk.46, Sting Ray
    - Minas navales
    - Sonoboyas

### Desarrollos relacionados
- de Havilland Comet
- Hawker Siddeley Nimrod

### Aeronaves similares
- Airbus A319 MPA
- Boeing P-8 Poseidon
- Kawasaki P-1